# Ибрагим, Ахмед
Ахмед Ибрагим (англ. Ahmed Ibrahim, род. в XX веке, Египет) — нью-йоркский таксист египетского происхождения. Получил известность под прозвищем «Купидон», собрав имена и номера телефонов более 2000 жителей города и организовав около 100 свиданий, порядка 30 из которых привели к длительным романтическим отношениям.

## Ранние годы
Точная дата и место рождения Ибрагима неизвестны. По образованию — бухгалтер, в США из Египта переехал в 1980 году. В декабре 1983 года начал работать таксистом в Нью-Йорке в течение 12 часов на протяжении шести дней в неделю.

## «Таксист-Купидон»
Планируя бороться со скукой и унынием во время своей работы, Ахмед разработал особый подход к вождению своего такси по принципу фэншуй. Он распыляет духи «Romance for Women» в салоне своего Ford Crown Victoria, а в Рождество тратит сотни долларов на праздничные украшения для интерьера автомобиля. В День святого Валентина он раздает розы женщинам-пассажирам.
Первое свидание таксист организовал в 2004 году, когда к нему в машину села заплаканная девушка, только что расставшаяся со своим молодым человеком. Желая успокоить её, Ибрагим заявил, что поможет ей найти парня ещё лучше. Три дня спустя Ибрагим вёз в своем автомобиле мужчину, который в разговоре с таксистом пожаловался на то, что не может найти себе девушку. В итоге Ахмед познакомил его с ранее плакавшей пассажиркой. Несколько недель спустя она позвонила таксисту, чтобы сказать ему, что они встретились на свидании и остались довольны друг другом. Этот успех вдохновил Ибрагима продолжать организовывать подобные знакомства.
Вскоре таксист создал собственную систему подбора партнёров, основанную на интуиции. Он прислушивается к разговорам своих клиентов, задаёт им пару пробных вопросов и, в случае если их ответы соответствуют его стандартам, записывает их контактную информацию.
Согласно требованиям Ибрагима, мужчины должны иметь работу, мужчин в возрасте чуть за 20 он обычно исключает из списка как «слишком молодых и необузданных». Мужчин постарше, которые «ищут Бритни Спирс», не вносит в список из-за того, что они, по мнению таксиста, «жуткие». Женщины, которые «просто ищут папика», также не включаются в список.
Как заявляет своим пассажирам Ахмед, «когда я учился в старших классах, я искал «Мисс Вселенную». В колледже я мечтал найти «Мисс Америка». А теперь подойдет «Мисс Бруклин». Ибрагим всегда рекомендует своим пассажирам быть реалистичными в своих ожиданиях и перестать быть поверхностными.
Таксист общается со своими клиентами по телефону и электронной почте, работая из своей квартиры в Боро-Парк, Бруклин. Хотя его услуги бесплатны, журналист издания The Wall Street Journal в своей статье отметил, что это «возможно, самая эксклюзивная служба знакомств в Нью-Йорке. Единственный способ попасть внутрь? Вам придется ехать в такси мистера Ибрагима».

## Известность
В течение нескольких месяцев в 2004 году, используя свой подход, Ибрагим приобрёл преданную клиентуру, в которую входили врачи, юристы и аспиранты. Среди других клиентов были модельер, менеджер в крупной компании и бывший мэр городка Моррис, штат Нью-Джерси, который попросил Ахмеда помочь назначить свидание своему сыну. Необычный таксист вскоре привлёк к себе внимание со стороны СМИ: о нём, в частности, написали в The Wall Street Journal, а также он дал интервью телеканалам NBC и Fox News. За время своей работы в такси Ахмед сумел собрать имена и телефонные номера более 2000 жителей Нью-Йорка и организовать порядка 100 свиданий, около 30 из которых привели к длительным романам. По словам одного из клиентов, Ибрагим «лучше, чем Match.com. С Ахмедом женщины действительно перезванивают тебе».

## Личная жизнь
Ибрагим развёлся со своей супругой в 1983 году и больше не женился.